# Disaster Movie
Disaster Movie è un film comico del 2008 scritto, diretto e co-prodotto da Jason Friedberg e Aaron Seltzer.
La pellicola funge principalmente da parodia di film catastrofici a sfondo apocalittico come The Day After Tomorrow - L'alba del giorno dopo (2004) e Cloverfield (2008); tuttavia, l'opera contiene al suo interno un largo miscuglio dei film della precedente stagione cinematografica, nonché innumerevoli riferimenti alla cultura pop e alle celebrità più chiacchierate al momento dell'uscita nelle sale del film. Inoltre, Disaster Movie detiene il record di film con il maggior numero di parodie, circa 100 fra film, musica, tecnologia, personaggi famosi e tanto altro.

## Trama
L'attraente Will è un ragazzo che ha strane visioni, dal momento in cui sogna di essere un cavernicolo nell'anno 10.001 A.C. che riceve la visita di Amy Winehouse, che gli comunica la fine del mondo: il 21 ottobre 2008. Per impedire che accada, Will deve recuperare il potente "teschio di cristallo" di Indiana Jones, simbolo dell'equilibrio del mondo. Risvegliatosi, Will, dopo che la sua fidanzata Amy lo ha lasciato per un certo Flavor Flav perché Will non le ha confessato i suoi sentimenti, progetta di organizzare una festa enorme per commemorare i suoi sedici anni non festeggiati (nonostante abbia 25 anni). Alla festa partecipano il suo miglior amico Calvin, Juney, Dr. Phil, e Anton Chigurh, oltre che Amy e il suo nuovo fidanzato, ma, proprio nel momento più bello della festa, un terremoto e una pioggia di meteoriti distruggono la città dove vive, i cui resti vengono congelati sul posto. Will, Juney, Calvin e la di lui fidanzata Lisa si rifugiano in un garage, usciti dal quale iniziato a trovare un metodo per raggiungere Amy, che si trova in un museo. Nel viaggio, Lisa viene uccisa da una meteora, e Calvin, gettato nella disperazione, salva la principessa/prostituta Giselle (Come d'incanto), investita da un taxi e i due si innamorano subito. Arriva poi il suo mezzano, il principe Edwin, che sfida Calvin a una gara di ballo, ma la gara viene interrotta da un tornado che costringe Edwin alla fuga e mette fuori gioco Iron Man, Hellboy e Hulk. Rifugiatisi, Will, Juney, Calvin e Giselle vengono attaccati da  Alvin and the Chipmunks, che fanno fuori Juney e tentano di fare lo stesso con Will e Calvin, che però li intrappolano in un bidone della spazzatura dove muoiono soffocati.
I tre superstiti raggiungono il museo dove si trova Amy, e Giselle uccide Speed Racer e insieme agli altri sabota il suo Mach Five per guidare nel museo. Salvata Amy, essa rivela che il Teschio di Cristallo è l'unica cosa che può impedire la fine del mondo, confermando le parole di Amy Winehouse nel sogno di Will. Calvin e Giselle affrontano dunque i reperti resi vivi dal Teschio di Cristallo, tra cui Po di Kung Fu Panda, che viene sconfitto da Calvin. Questi, mentre fa l'amore con Giselle, approfittando del fatto che le porte del museo sono tutte chiuse, le tira accidentalmente la parrucca scoprendo che questa è un travestito; i due sono però fatti fuori da "Po" con una katana. Will ed Amy sconfiggono invece Beowulf, e incontrano Indiana Jones, che si rivela essere il padre di Will. "Indy" cerca di porre il Teschio di Cristallo sull'altare, ma attraversa per errore una vetrata, lasciando Will a impedire l'apocalisse, cosa che consegue con successo. Will ed Amy si sposano in un matrimonio celebrato dal Guru Shitka (parodia del Guru Pitka di Love Guru), che termina con un pezzo di musical nel quale tutti i personaggi nel film si fidanzano l'un l'altro.

## Distribuzione
Il film ha debuttato negli Stati Uniti il 29 agosto 2008, mentre in Italia è uscito il 10 ottobre 2008.

## Accoglienza

### Incassi
Con un budget di 20 milioni di $, ha debuttato al settimo posto del box office americano totalizzando nei primi tre giorni 6170000 $.
In Italia il film ha ottenuto nel primo week-end un incasso di 1015000 € piazzandosi al terzo posto mentre nella seconda settimana è sceso al quinto posto guadagnando un totale di 1900899 €. Nel complessivo ha guadagnato al botteghino in patria 14190901 $, per un totale globale di 34816824 $.

### Critica
La pellicola ha avuto recensioni principalmente negative.
Sul sito Rotten Tomatoes ha ottenuto solo l'1% di recensioni positive; inoltre, ha raggiunto il 1º posto nella "Bottom 100" di Internet Movie Database, ovvero la classifica dei film peggiori della storia della cinematografia mondiale (con la media del voto di 1.9 su 10), mentre il giornale The Times l'ha votato il peggior film del 2008.
Il 21 gennaio 2009 il film ha ricevuto 6 nomination ai Razzie Awards 2008 come: Peggior film (insieme a 3ciento), Peggiore attrice non protagonista (Carmen Electra e Kim Kardashian), Peggior regista, Peggior sceneggiatura e Peggior prequel, remake, rip-off o sequel, senza però aggiudicarsene neanche uno.
Nel 2010, la rivista Empire ha collocato la pellicola al 14º posto nella classifica dei 50 film peggiori di sempre votati dai lettori.